# Actinocephalus compactus
Actinocephalus compactus là một loài thực vật có hoa trong họ Cỏ dùi trống. Loài này được (Gardner) Sano mô tả khoa học đầu tiên năm 2004.